# لي مينغ
لي مينغ (بالصينية: 李明,) (26 يناير 1971 بداليان في الصين - ) هو مدرب كرة قدم ولاعب كرة قدم صيني في مركز الوسط. شارك مع منتخب الصين لكرة القدم. أما مع النوادي، فقد لعب مع داليان ييفانغ ونادي داليان شيده.

## وصلات خارجية
- لي مينغ على موقع الاتحاد الدولي (مؤرشف)  (الإنجليزية)
- لي مينغ على موقع قاعدة بيانات كرة القدم.إي يو (الإنجليزية)
- لي مينغ على موقع ناشيونال فوتبول تيمز (الإنجليزية)